# Camara Laye
Camara Laye (n. 1 ianuarie 1928 în Kouroussa, Guinea - d. 4 februarie 1980 în Dakar, Senegal) a fost un cunoscut scriitor din Guineea.

## Scrieri
- 1953: Copilul negru ("L'enfant noir"), scriere cu reminiscențe autobiografice, primul roman reprezentativ al unui scriitor african francofon.[8]
- 1954: Privirea regelui ("Le regard du roi"), roman alegoric cu implicații kafkiene
- 1966: Dramouss, roman mitologico-fantastic care afirmă valorile tradiționale ale Africii.

Camara Laye a fost și colaborator (în special cu povestiri) la publicațiile Black Orpheus, Présence Africaine, Paris-Dakar, Bingo.